# آئرو مچ ایرلاینز
ائرو مچ ایرلاینز (به انگلیسی: Aeromech Airlines) یک شرکت هواپیمایی است که در تاریخ ۱۹۵۱ میلادی تأسیس شده است.